# Мануель Муньйос
Мануель Хесус Муньйос Муньйос (ісп. Manuel Jesús Muñoz Muñoz, 28 квітня 1928, Токопілья — 17 грудня 2022) — чилійський футболіст, що грав на позиції нападника, зокрема, за клуб «Коло-Коло», а також національну збірну Чилі.
Дворазовий чемпіон Чилі. Володар Кубка Чилі.

## Клубна кар'єра
У футболі дебютував 1949 року виступами за команду «Токопілья».
1949 року перейшов до клубу «Коло-Коло», за який відіграв 9 сезонів. Більшість часу, проведеного у складі «Коло-Коло», був основним гравцем атакувальної ланки команди. У складі «Коло-Коло» був одним з головних бомбардирів команди, маючи середню результативність на рівні 0,63 голу за гру першості.
Завершив професійну кар'єру футболіста виступами за команду «Аудакс Італьяно» у 1958 році, відігравши перед цим сезон за команду «Артуро Фернандес Віаль».

## Виступи за збірну
1950 року дебютував в офіційних матчах у складі національної збірної Чилі. Протягом кар'єри у національній команді, яка тривала 7 років, провів у її формі 28 матчів, забивши 8 голів.
У складі збірної був учасником чемпіонату світу 1950 року у Бразилії, де зіграв з Англією (0-2) і Іспанією (0-2).
У складі збірної був учасником двох чемпіонатів Південної Америки: 1955 року у Чилі і 1956 року в Уругваї.

## Титули і досягнення
- Чемпіон Чилі (2):

«Коло-Коло»: 1953, 1956
- Володар кубка Чилі (1):

«Коло-Коло»: 1958
- Срібний призер Чемпіонату Південної Америки: 1955, 1956